# Hashatu
Hashatu (kinesiska: 哈沙吐, 哈沙吐乡) är en socken i Kina. Den ligger i den autonoma regionen Inre Mongoliet, i den norra delen av landet, omkring 720 kilometer öster om regionhuvudstaden Hohhot.
Genomsnittlig årsnederbörd är 579 millimeter. Den regnigaste månaden är juli, med i genomsnitt 152 mm nederbörd, och den torraste är januari, med 2 mm nederbörd.